# آغ‌ورن
آغ‌ورن یکی از روستاهای استان آذربایجان شرقی است که در دهستان اوچ‌تپه شرقی بخش مرکزی شهرستان میانه واقع شده‌است.
این روستا در حال حاضر حدود 7 خانواده ساکن دائمی و 30 خانواده ساکن موقت دارد که در فصل بهار و تابستان در این روستا سکونت دارند.